# ريج نيوتن
ريج نيوتن (بالإنجليزية: Reg Newton)‏ (30 يونيو 1926 في المملكة المتحدة - ) هو لاعب كرة قدم بريطاني في مركز حراسة المرمى. لعب مع نادي برينتفورد ونادي ليتون أورينت ونادي تشيلمسفورد ونادي هيلينغدون بورو وTunbridge Wells F.C. ‏.